# 가미오미촌 (시즈오카현)
가미오미촌(일본어: 上大見村)은 일본 시즈오카현 동부, 가모군·다가타군에 속해있던 촌이다. 현재의 이즈시 동부에 해당한다.

## 역사
- 1889년 4월 1일 - 정촌제 시행에 의해 가모군 가미오미촌이 성립하였다.
- 1896년 4월 1일 - 군 개편에 의해 다카타군에 속하게 되었다.
- 1958년 1월 1일 - 나카오미촌, 시모오미촌과 합병해, 나카이즈정이 성립하여, 동일 가미오미촌은 폐지되었다.

## 참고 문헌
- 角川日本地名大辞典編纂委員会,『角川日本地名大辞典 22 静岡県』, 角川書店, 1978年, ISBN 4040012208